# Versöhnungskirche (Detter)

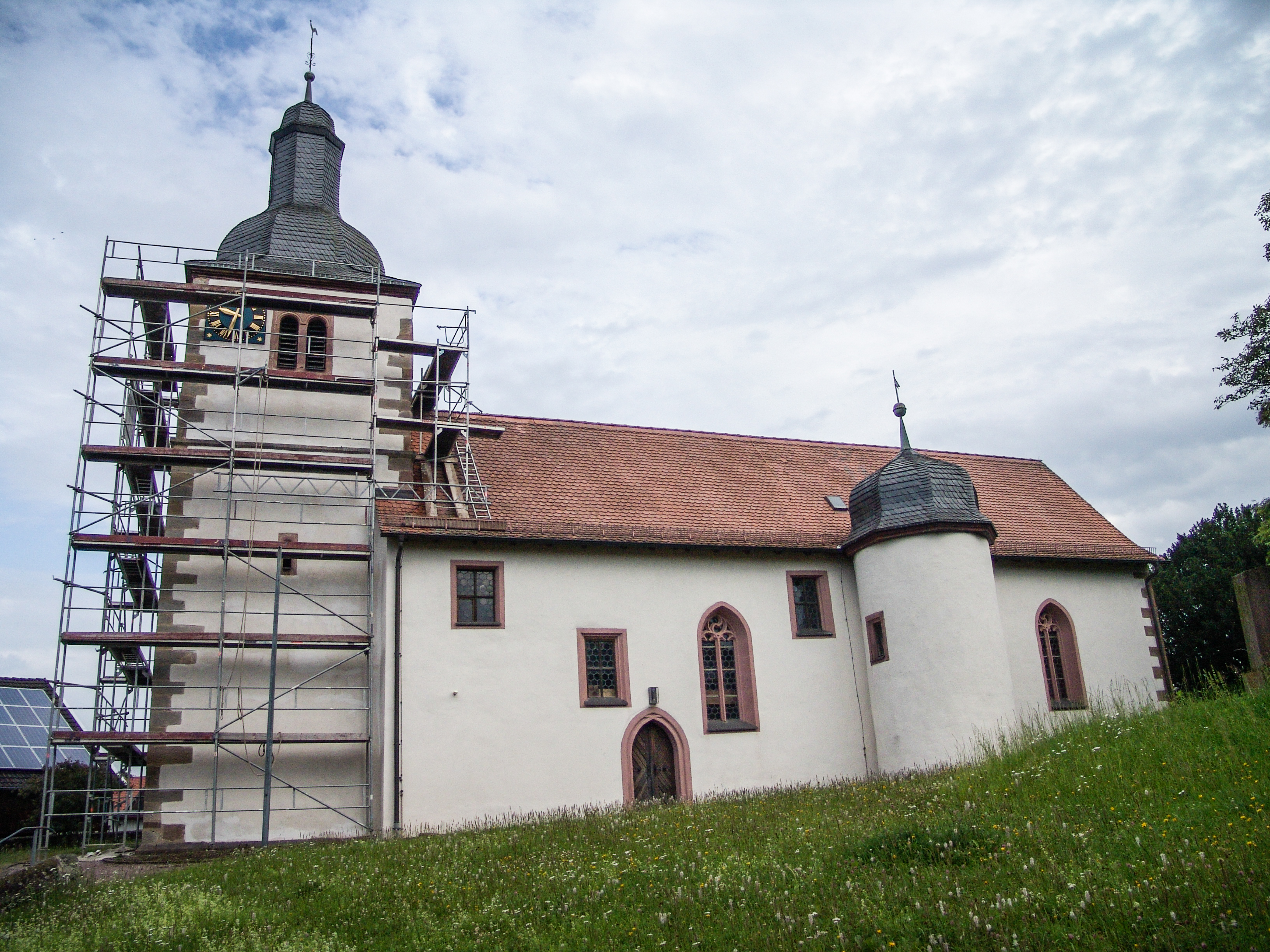
Die Kirche in Detter

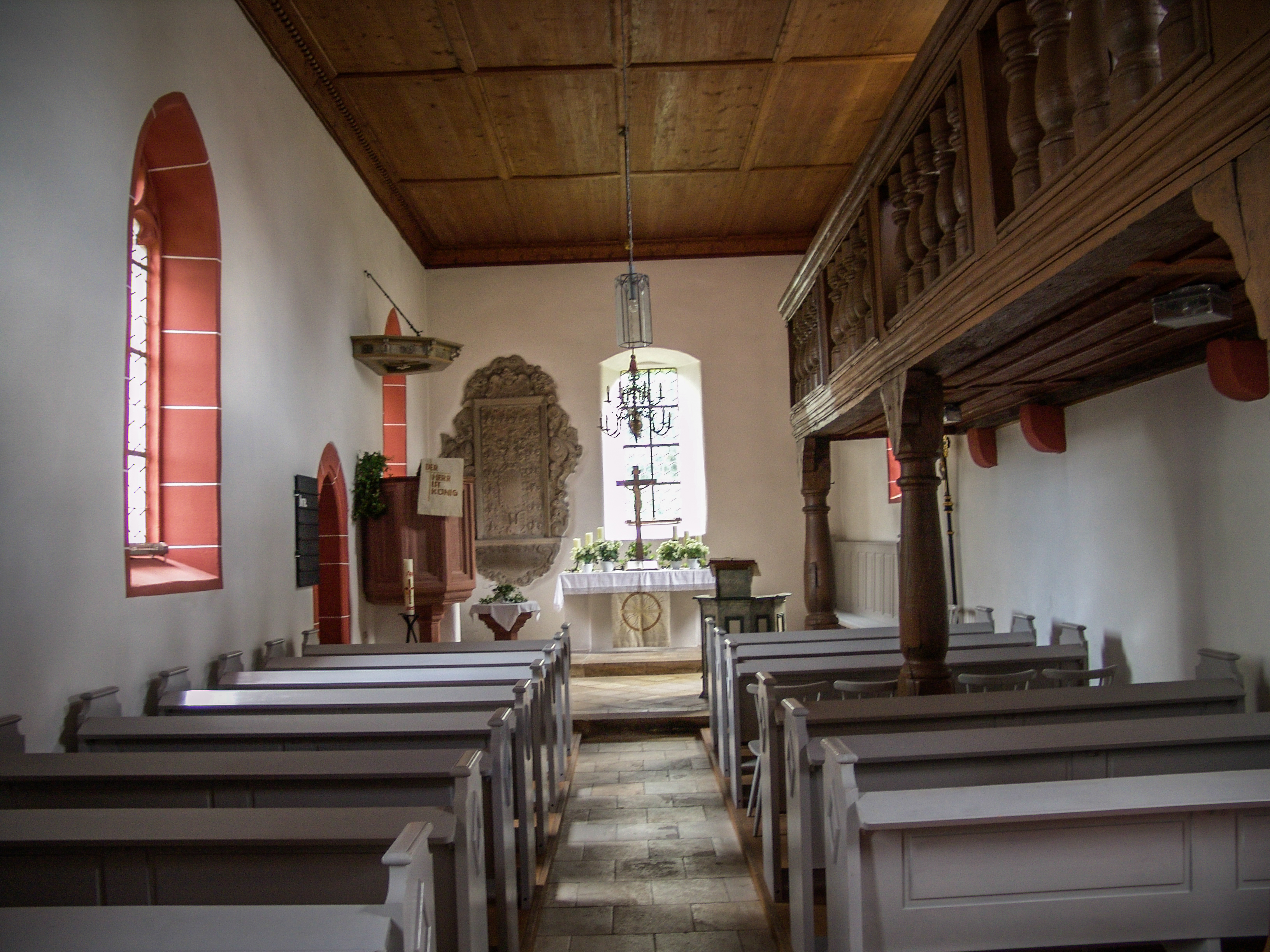
Innenraum der Kirche

Die evangelisch-lutherische Versöhnungskirche ist die Dorfkirche von Detter, einem Ortsteil von Zeitlofs im unterfränkischen Landkreis Bad Kissingen. Die Kirche gehört zu den Baudenkmälern von Zeitlofs und ist zusammen mit der Kirchhofmauer unter der Nummer D-6-72-166-5 in der Bayerischen Denkmalliste registriert. Die Kirchengemeinde gehört zur Pfarrei Weißenbach im Dekanat Lohr am Main.

## Geschichte
Die Anfänge des Ortes Detter sind nicht bekannt. Detter war allerdings schon vor der ersten urkundlichen Erwähnung im Jahr 1317 besiedelt, da der Kirchturm in der romanischen Zeit entstand. Kirchlich gehörte der Ort anfangs wohl zur Urpfarrei Oberleichtersbach. Seit dem Jahr 1453 gehörte Detter zur neugegründeten Pfarrei Zeitlofs.  Im Jahr 1553 wurde in Weißenbach und Detter die Reformation eingeführt. Zu Beginn des 17. Jahrhunderts wurde das Langhaus der Kirche erbaut. Im Jahr 1745 erfolgte die Umpfarrung in die neue Pfarrei Weißenbach.

## Beschreibung
Der westliche Kirchturm mit welscher Haube besitzt im Erdgeschoss ein Tonnengewölbe. Das Langhaus mit einem Türmchen an der Südseite ist dagegen flachgedeckt. Die Ausstattung der Kirche entstand gegen Ende des 17. Jahrhunderts. Der Altar mit einem Kruzifix befindet sich an der Ostseite, die Kanzel an der nördlichen Wand. Die Holzempore nimmt einen Großteil der südlichen Wand und die gesamte westliche Wand ein. An letzterer steht auch die Orgel. Die Kirche enthält das Grabmal des Johann Friedrich von Thüngen † 1689.